# Университет Дикина
Университет Дикина (англ. Deakin university) — крупный государственный университет в Австралии. Носит имя второго премьер-министра Австралии Альфреда Дикина. История университета восходит к открытию Технического колледжа Гордона в 1887 году, а в 1974 году учебное заведение было расширено за счет слияния с Государственным колледжем в Джилонге и образовало Университет Дикина.
По состоянию на 2024 год в нем обучается почти 60 000 человек, и это 7-й по величине университет в Австралии. Это один из лучших университетов в мире согласно рейтингам QS World University Rankings и ARWU Rankings.

## Кампусы

### Набережная Джилонга
Кампус располагается в старинных зданиях, выходящих на набережную Джилонга. В основном это здания магазинов, во многом сохранившие прежний облик. В этом кампусе располагаются Исследовательский Институт Альфреда Дикина (англ. Alfred Deakin Research Institute), библиотека им. Альфреда Дикина (англ. Alfred Deakin Prime Ministerial Library)) и Коста Холл (англ. Costa Hall) — концертный зал на 1500 мест (назван в честь известного филантропа).

### Уорн Пондз
Первый кампус университета Дикина расположен в Уорн Пондз (англ. Waurn Ponds) — пригороде Джилонга. Этот кампус по величине занимает второе место после кампуса Мельбурн. На территории этого кампуса располагается технопарк (?) Джилонга — Geelong Technology Precinct. С 2008 года на территории кампуса открылся медицинских факультет.

### Бервуд
В Бервуде, пригороде Мельбурна, располагается крупнейший кампус. На северо-западе ограничен дорогой Elgar Road, на востоке граничит с частной школой «Mount Scopus Memorial College». Обслуживает около 17 тысяч студентов.
Кампус интенсивно модернизируется. За последние годы было построено много новых площадей — спортивный зал, учебные аудитории, лекционные помещения и точки общественного питания.